# Kimal Amir
Kimal Amir (Flores, 1940 - Montevideo, 10 de abril de 2014) fue un sindicalista y político uruguayo.

## Biografía
Nacido en el departamento de Flores en 1940 y trabajó como empleado bancario. Llegó a integrar los cuadros dirigentes de AEBU.
Su actividad política comienza en el seno del Partido Comunista del Uruguay. En 1962 comienza a recorrer otras agrupaciones de izquierda revolucionaria. Integrado a los Tupamaros, en 1971 participa en la fundación del Movimiento 26 de Marzo como brazo político. Debe exiliarse en Argentina con motivo del golpe de Estado del 27 de junio de 1973. Tras varias intentonas por reorganizar la lucha armada, se manifiesta disidente; es condenado a muerte bajo cargos de traición al movimiento. Junto a él fueron condenados otros militantes, entre ellos William Whitelaw Blanco, cuyo cadáver apareció junto al de su esposa, Rosario Barredo y los legisladores Zelmar Michelini y Héctor Gutiérrez Ruiz en 1976. Perseguido por sus excompañeros de la guerrilla y los militares huyó a Europa amparado por Acnur, tras una peripecia que por poco le cuesta la vida. 
En 1985, con el retorno de la democracia, acompaña a Hugo Batalla en la Lista 99; sigue a su lado cuando abandonan el Frente Amplio para formar el Nuevo Espacio, y también lo acompaña en el ingreso al Partido Colorado. En 2011 se integra a la Comisión de Marco Ideológico del Partido Colorado.